# Еронсбург (округ Сентер, Пенсилванија)
Еронсбург (енгл. Aaronsburg, Centre County) насељено је место без административног статуса у америчкој савезној држави Пенсилванија.

## Демографија
По попису из 2010. године број становника је 613, што је 128 (26,4%) становника више него 2000. године.
| Група             | 2000.       | 2010.       |
| Белци             | 479 (98,8%) | 606 (98,9%) |
| Афроамериканци    | 0 (0,0%)    | 1 (0,2%)    |
| Азијати           | 0 (0,0%)    | 0 (0,0%)    |
| Хиспаноамериканци | 4 (0,8%)    | 3 (0,5%)    |
| Укупно            | 485         | 613         |